# Last Day on Earth: Survival
《Last Day on Earth: Survival》是一款由Kefir工作室開發、在Android和iOS上發行的生存遊戲。

## 遊戲

### 介面
遊戲使用第三人稱從上而下視野，採用典型手機動作遊戲操作介面：於右上角放置了顯示可掠奪物品及敵人的抬頭顯示器，左下角為移動控制、特殊技能，右下角為攻擊、副手、互動、特殊動作等動作控制。

### 內容
在遊戲中，玩家要在森林、礦山及不同的特殊地點收集物資以建造房屋及製作武器/工具。同時，玩家需要滿足自己的飢餓及口渴度。有時甚至會出現身體潔淨度、內急度和寒冷度出現。玩家可以與殭屍或敵對倖存者博鬥及襲擊敵對玩家的基地以取得不同的獎勵。玩家亦可以飼養小狗作為自己的同伴、保護自己及前往不能進入的地方

## 情節
遊戲設定在2027年，當時爆發了一場流感。這場大流行消滅了世界上大部分的人並把他們變成殭屍。而包括玩家在內的人雖然對病毒有了抗體，但需提防仍能夠構成傷害的殭屍及其他敵對的倖存者。

## 開發與發行
遊戲實際上其實尚未完成，仍處於測試階段。但儘管如此，截至2019年初，這遊戲已經吸引了九千六百萬用戶下載。

## 評價

### 銷售
截至2019年初（遊戲開售的18個月後），該遊戲下載人次已達九千六百萬。

### 評價
本遊戲於多個評論及匯總網站上獲得偏高的評分。遊民星空給予本遊戲7.8分。Gamezebo給予本遊戲4星評價。Gamefaqs給予本遊戲3.5/5分。Whatoplay對本遊戲的Android和iOS版本分別給出了8.3分和7.69分的評分。

### 獎項
本遊戲榮獲Google play2017年最具創新力遊戲獎。

## 其他
官方從未明確表態在測試期結束後會否重置所有玩家的進度，僅表示會恢復所有遊戲內購。另外，目前本遊戲的多人連線只局限於襲擊其他NPC玩家的基地(不是真正的玩家)；而官方一直以難以預測確實日期為由拒絕公佈正式多人連線的實際發行時間(多人連線的方式目前只有解鎖大坑洞才會見到真人玩家)。

## 外部連結
- 遊戲官網 （页面存档备份，存于）（俄文）
- Kefir工作室官網 （页面存档备份，存于）（英文）
- 官方Facebook專頁 （页面存档备份，存于）（英文）
- 官方Twitter帳戶 （页面存档备份，存于）（英文）
- iOS下載 （页面存档备份，存于）
- Android下載 （页面存档备份，存于）